# Embrace the End
Embrance the End – amerykańska grupa z Sacramento w Kalifornii, grająca metalcore.
Oryginalnie grupa składała się z czterech muzyków. W późniejszym okresie działalności przechodzili oni przez wiele zmian. Przez pewien czas zespół składał się z sześciu muzyków, włączając w to dwóch wokalistów. Jednak po tym, jak jeden z wokalistów, Pat Piccolo, postanowił odejść, zdecydowali, iż będą grali już z jednym wokalistą. Niegdyś grali z muzykami z First Blood, Kiling the Dream i Alcatraz.
Ich debiutancki album Counting Hallways to the Left wydany został na płycie CD w czasie lata roku 2005 przez Abacus Records. Aktualnie koncertują w ramach promowania nowego albumu noszącego tytuł Ley Lines, którego wydaniem zajęło się Century Media.

## Członkowie

### Aktualni członkowie
- Jesse Alford – wokal
- Christopher McMahon – gitara elektryczna
- Addison Quarles – gitara basowa
- Bart Mullis – perkusja
- Spencer Daly – gitara elektryczna

### Dawni członkowie
- Daniel Tanner – gitara basowa
- Joel Adams – gitara elektryczna
- Pat Piccolo – wokal
- Karl Metts – gitara elektryczna
- Ryan "Louie" Lewis – gitara basowa
- Kyle Dixon – gitara elektryczna
- Josh Acres – wokal

## Dyskografia

### Pełne albumy
- It All Begins With One Broken Dream (2001) Dark Vision Records
- Counting Hallways to the Left (2005) Abacus Records
- Ley Lines (2008) Century Media Records

### Demoa
- S/T Demo Tape (2000)

### Winyle
- S/T 7"  (2003) Mokita Records

### Splity
- Embrace The End vs. The End of Six Thousand Years (2006) Still Life Records